# فرودگاه تونا-کومانداتوبا
فرودگاه تونا-کومانداتوبا (به انگلیسی: Una-Comandatuba Airport) (به زبان بومی: Aeroporto de Una-Comandatuba) یک فرودگاه خصوصی مسافربری با کد یاتا UNA است که یک باند فرود آسفالت دارد و طول باند آن ۱۹۰۰ متر است. این فرودگاه در کشور برزیل قرار دارد و در ارتفاع ۶ متری از سطح دریا واقع شده است.